# Live 2
Live 2 är ett album från 1992 med Lill-Nickes från Halmstad. På inspelningen medverkar, Lars Johnsson:sång, klaviatur och saxofon, Dan Larsson:bas, klaviatur och dragspel, Michael Sandberg:gitarr, bas och sång, Ove Olander:trummor och sång, Jörgen Elonsson:steelguitar, gitarr och bas).

## Låtlista
1. För dina blåa ögons skull (Johnny Thunqvist/Kaj Svenling)
2. Genom eldar (Dan Larsson/Per Hermansson)
3. Ensam igen (Michael Sandberg)
4. Va med mej (Dan Larsson/Michael Sandberg)
5. Akvarell (Lars Johnsson)
6. Börja på nytt (Dan Larsson/Per Hermansson)
7. Vindarna växlar (Some days are diamonds) (Dick Feller/Alf Robertsson)
8. Du kom in i mitt liv (Dan Larsson)
9. Sol (Lars Johnsson)
10. Kärleken vinner (Michael Sandberg)
11. Fåglarnas sång (Michael Sandberg)
12. Efter alla år (Dan Larsson/Michael Sandberg)
13. Danskungen (Lars Johnsson)
14. En sista dans (Dan larsson/Per Hermansson)